# Viktor Dankl
Viktor Dankl, cunoscut și ca Viktor Dankl von Krasnik, (n. 18 septembrie 1854, Udine - d. 8 ianuarie 1941, Innsbruck) a fost un comandant al armatei austro-ungare, baron și mai apoi conte, distins cu Ordinul Maria Terezia și cu Ordinul Crucii Roșii.
În primul război mondial a repurtat victorii atât asupra armatei imperiale ruse (Bătălia de la Krasnik), cât și pe frontul italian, în calitatea sa de comandant al Armatei a XI-a Cezaro-Crăiești. A rămas toată viața un consecvent fidel al Casei de Habsburg.
S-a opus alipirii Austriei la cel de-al Treilea Reich, ceea ce a determinat înmormântarea sa fără onoruri militare, deși a fost general și feldmareșal.
Mormântul său se află în cimitirul Mănăstirii Wilten și poate fi vizitat.
O stradă din Innsbruck îi poartă numele.